# 亚历山大·库利科夫
亚历山大·库利科夫（1997年10月26日—），哈萨克斯坦男子皮划艇运动员，2018年亚洲运动会男子单人划艇激流回旋铜牌得主、2022年亚洲运动会男子单人划艇激流回旋铜牌得主。